# Pero de Gamboa
Pero de Gamboa (c. 1563 — Bente (pt), 17 mars 1638) est un compositeur portugais de musique classique. Il fut maître de chapelle de la Cathédrale de Braga entre 1585 et 1594.

## Œuvres
Seules seize pièces, détenues par la Bibliothèque municipale de Porto (pt), subsistent.